# IC 5211
IC 5211 — галактика типу Sab (компактна витягнута галактика) у сузір'ї Водолій.
Цей об'єкт міститься в оригінальній редакції індексного каталогу.